# جورج تیلور (بازیکن فوتبال، زاده ۱۹۰۰)
جورج تیلور (انگلیسی: George Taylor؛ ۳ ژوئن ۱۹۰۰ – سپتامبر ۱۹۸۲ (۸۲ سالگی)) بازیکن فوتبال اهل بریتانیا بود.
از باشگاه‌هایی که در آن بازی کرده‌است می‌توان به باشگاه فوتبال لیتون اورینت، باشگاه فوتبال برنتفورد و باشگاه فوتبال میلوال اشاره کرد.